# Allá en el setenta y tantos
Pour plus de détails, voir Fiche technique et Distribution.
Allá en el setenta y tantos est un film argentin réalisé par Francisco Múgica et sorti en 1945.

## Synopsis
Une version romancée de la vie d'Élida Passo (1867-1893), une pharmacienne argentine, devenue la première femme d'Amérique du sud diplômée d'une université.

## Fiche technique
- Réalisation : Francisco Múgica
- Scénario : Manuel Agromayor, Tulio Demicheli, Alfredo de la Guardia
- Photographie : Hugo Chiesa
- Montage : José Cañizares
- Musique : Julián Bautista
- Production : Corporación Cinematográfica Argentina
- Durée : 90 minutes
- Date de sortie : 
  - Argentine : 24 mai 1945

## Distribution
- Silvana Roth : Cecilia Ramos
- Carlos Cores
- María Armand
- Alberto Bello
- Carlos Bellucci
- Olimpio Bobbio
- Dario Garzay
- Gloria Grey
- José María Gutiérrez
- Virginia Luque
- Domingo Mania
- Federico Mansilla
- Felisa Mary
- Mario Medrano
- Gonzalo Palomero
- Matilde Rivera
- Jorge Villoldo